# Бандольєр

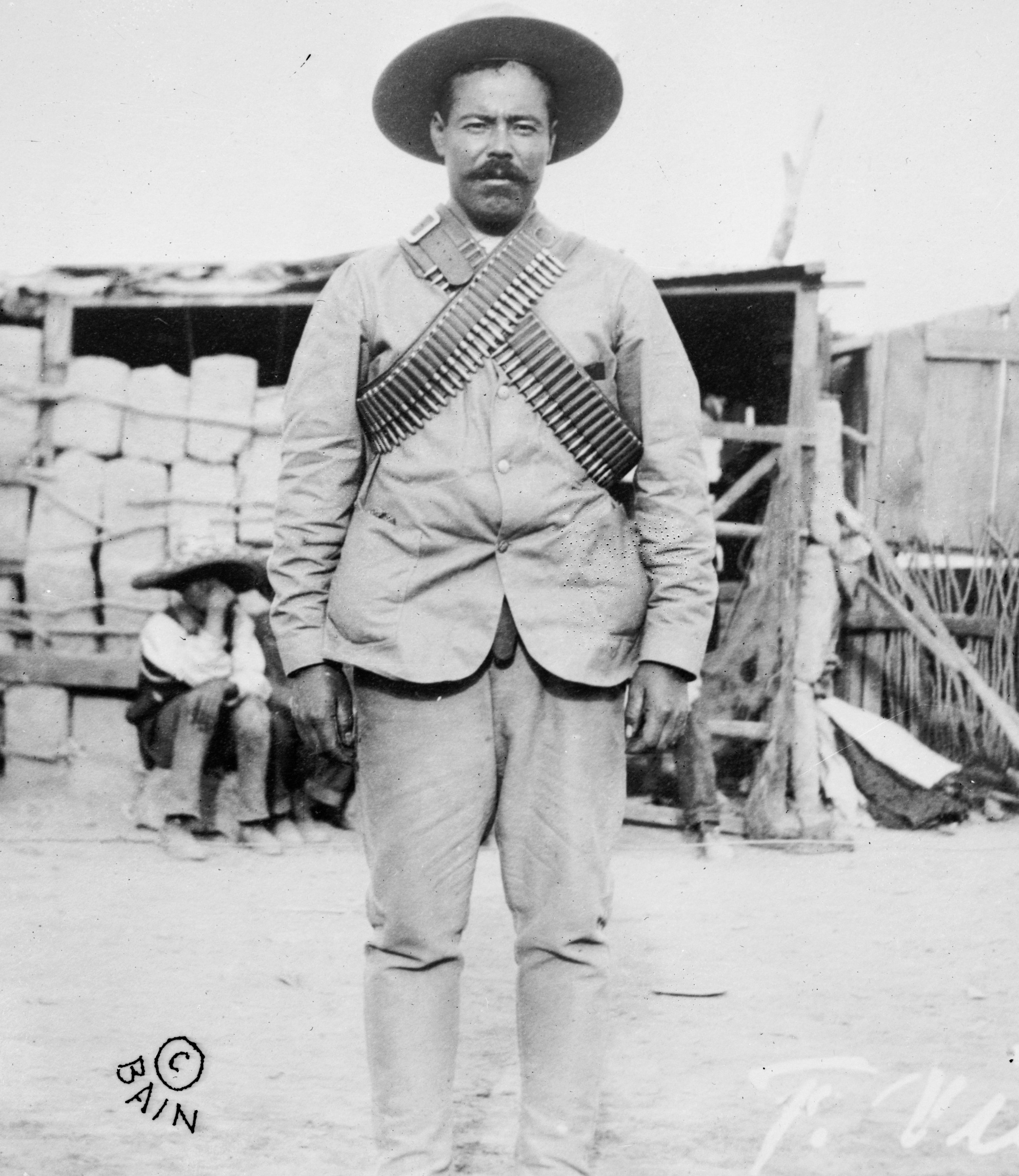
Мексиканський революційний генерал Панчо Вілья з двома бандольєрами

Бандольєр або бандольєра (ісп. bandolera — «перев'язь, плечовий ремінь») — ремінь з кишенями для зберігання куль або стрічки для носіння боєприпасів, патронташ. Зазвичай його носили через плече, при цьому боєприпаси знаходилися на животі та грудях. Хоча вони схожі за функціональністю, все ж вони відрізняються від розвантажувальних жилетів, які призначені для носіння магазинів.

## Історія
В загальному вигляді бандольєру використовували солдати з XVI по XVIII століття: вона містила заздалегідь упаковані заряди; невеликі ємності з дерева, металу або тканини, в яких знаходилися відміряна кількість пороху для одного пострілу з дульнозарядного мушкета або іншої зброї; також у ранніх видах набоїв містилася куля. Також там могли переносити гранати або інше обладнання для зброї. Будь-яку сумку, яку надягали таким саме способом, також можно назвати бандольєрою; навіть пояси з кишенями надягнені на талії, можна назвати бандольєрою.

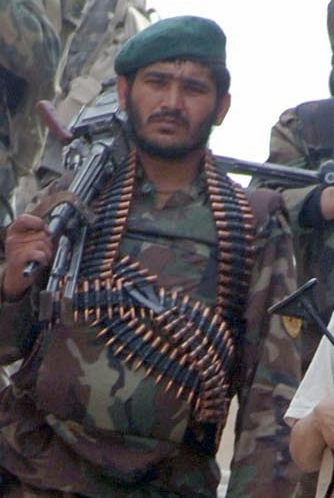
Сучасний боєць національної армії Афганістану несе пояси з боєприпасами

Дещо інша форма бандольєри з'явилася в 19-ому столітті, коли на ній почали носити сучасні унітарні набої та ручні гранати. Зараз бандольєри менш поширені, оскільки у вогнепальній зброї використовують від'ємні магазини та стрічкове живлення, хоча додаткові пояси з боєприпасами носять на тілі як бандольєри. Проте їх доволі часто використовують для рушничних набоїв, ручних гранат та боєприпасів для гранатометів.
Рушничні набої можно легко зберігати у традиційних бандольєрах. Фактично, перев'язь для рушничних набоїв за конструкцією дуже схожа на традиційну бандольєру, але з меншою місткістю.
Зараз бандольєри використовують кулеметники у вогневих групах. Оскільки автоматична зброя відділення часто має стрічкове живлення, стрілець може носити додаткову стрічку; або у окремому відсіку або перекинувши через плече, як бандольєру. Бандольєри призначалися для того щоб носити боєприпаси подалі від стегон солдата, оскільки значне навантаження на стегна обмежувало рухи та ускладнювало витягання боєприпасів.
Четники носили дві бандольєри навхрест через плечі і дві бандольєри на стегнах, останні вони використовували у якості кобури для револьверів та кинджалів.
Під час Першої та Другої світових воєн, бандольєри в основному носили стрільці. Вони були зроблені з тканини, мали кишені в яких знаходилися гвинтівкові обойми. У цивільно використанні бандольєри часто носять мисливці і стрільці-любителі з набоями для рушниць.
Інколи бандольєри використовують у моді. На початку 1990-х років Майкл Джексон носив бандольєру як частину свого сценічного військового костюму під час Dangerous World Tour. 

## У масовій культурі
Вигадані персонажі які носили бандольєри:
- Чубакка з франшизи Зоряні війни (бандольєри була його єдиним одягом)
- Бібоп і Рокстеді з франшизи Черепашки-ніндзя
- Дінобот з мультсеріалу Битви тварин: Трансформери, у епізоді «Прихід Фузорів» Частина 1 та Частина 2 (1997)
- Джон Рембо з франшизи Рембо
- Звірюка з фільму Суцільнометалева оболонка (1987)
- Сер Рокстон в телесеріалісеріалі 1999—2002 років Загублений світ
- Гаргомон з франшизи Digimon
- Воєнний доктор, якого зіграв Джон Герт у 2013 році у кількох епізодах телесеріалу Доктор Хто
- Кулеметник з відеогри 2007 року Team Fortress 2